# Stammheim (Diskothek)

Stammheim Logo

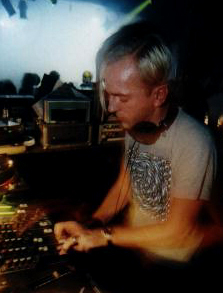
Sven Väth im Stammheim

Das Stammheim war ein deutschlandweit bekannter Techno-Club in Kassel.

## Geschichte
Das Stammheim, bis 1996 Aufschwung Ost, zählte neben den Berliner Clubs Tresor und E-Werk, den Frankfurter Etablissements Dorian Gray und Omen und den in München ansässigen Clubs Ultraschall, KW – Das Heizkraftwerk und Natraj Temple in den 1990er Jahren zu den bekanntesten Clubs der Technokultur in Deutschland. Deutschlandweite Bekanntheit erlangte der Club unter anderem durch die Werbung mit der vom Künstlerduo Bringmann & Kopetzki entwickelten Comicfigur Ravelinde.

### Ursprünge und Veranstaltungsort
Die Diskothek wurde am 11. Februar 1994 zunächst unter dem Namen Aufschwung Ost gegründet, die Umbenennung erfolgte 1996. Bis zur Schließung im Jahre 2002 befand sie sich in der Kulturfabrik Salzmann in Kassel. Die Größe wurde je nach Veranstaltung angepasst und erstreckte sich auf bis zu drei Stockwerke des historischen Fabrikgebäudes (circa 1660 Quadratmeter pro Stockwerk).
Auch für seine avantgardistischen Dekorationen war das Stammheim bekannt. Diese wurden unter anderem von Künstlern wie Stellmacher & Jensen und Jim Avignon gestaltet.

### Musik und DJs

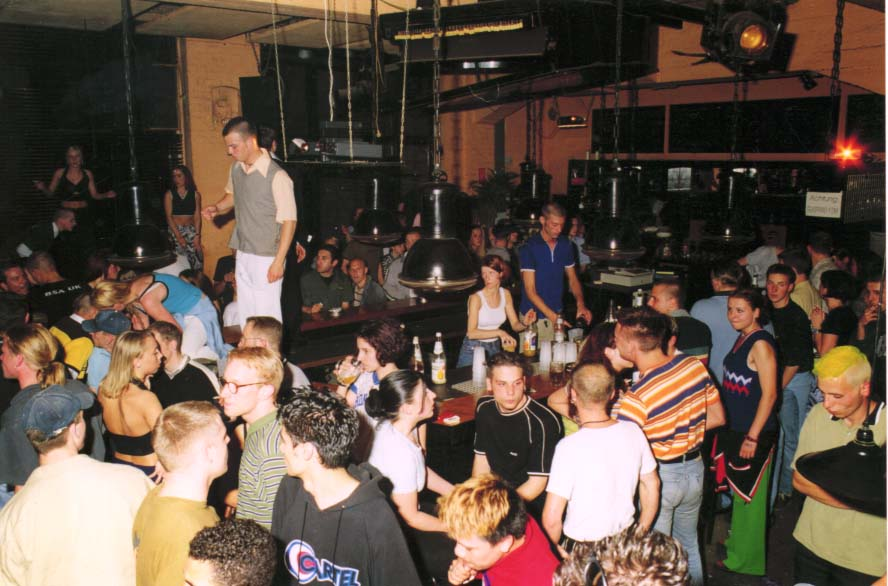
Party im Stammheim

Viele international bekannte DJs und Musiker traten im Stammheim auf, darunter Paul van Dyk, Dr. Motte, Richie Hawtin, DJ Karotte, Carl Cox, Jeff Mills, Laurent Garnier, DJ Rush, Ricardo Villalobos, Armand van Helden, Anthony Rother, Westbam und Sven Väth. Zu weiteren Live-Acts gehörten unter anderem Kruder und Dorfmeister, Toktok und Der dritte Raum. Auch House- und Techno-Größen wie Marshall Jefferson, Blake Baxter, Joey Beltram, Josh Wink, und Cristian Vogel traten dort regelmäßig auf. Der DJ und Autor Finn Johannsen (u. a. de:bug, Groove) beschreibt dies als Konzept der Stammheim-Residents und vergleicht die Bedeutung der Diskothek für Kassel mit der der documenta.
Es fanden zahlreiche Radioübertragungen im Rahmen der hr3 clubnight statt, zudem gab es organisierte Großveranstaltungen (unter anderem im Vorfeld der Berliner Loveparade und auf Festivals wie der Nature One).
Das Stammheim ging mehrfach auf Deutschland-Tournee (darunter Tresor/Berlin, Ultraschall/München, Dorian Gray/Frankfurt). 1998 nennt das Magazin Der Spiegel das Stammheim in einem Atemzug mit diesen Discotheken – ein Vergleich der auch später immer wieder gezogen wird. Auch gab es Veranstaltungen im Ausland (u. a. in London, Sydney und Detroit).

### Ende des Clubs
Dem Club wurde im Februar 2002 der Mietvertrag gekündigt aufgrund von Beschwerden der Nachbarn wegen Lärm, Müllbergen, parkenden Autos aus ganz Deutschland und Drogenmissbrauchs rund um das Gelände (1,5 km im Umkreis). Seit der Schließung finden unter dem Namen Stammheim nur noch gelegentliche Veranstaltungen an verschiedenen Veranstaltungsorten statt.

## Comic-Werbung und Rezeption
Die Comic-Werbung des Clubs wurde von den Comickünstlern Bringmann & Kopetzki realisiert und erhielt durch deren bekannte Comicserie Hotze im Musikmagazin Groove deutschlandweit große Aufmerksamkeit.
Das Stammheim wurde von den Lesern verschiedener Musikmagazine, z. B. den Zeitschriften Frontpage und Groove, mehrfach zum besten Club Deutschlands gewählt und wurde zweimal mit dem Dance Music Award ausgezeichnet.
2009 kam die Dokumentation Zeitgeist Stammheim in die deutschen Kinos.

## Diskografie (Auswahl)
Veröffentlicht über das Plattenlabel Hör-Spiel-Musik:
- Aufschwung Ost – Heile Welt Tour – Die Kompilation (1996)
- Heimfidelity Vol. 1 (mixed by DJ Pierre) (1998)
- Heimfidelity Vol. 2 (mixed by Oliver Huntemann) (1998)
- Heimfidelity Vol. 3 (mixed by DJ-Marky)
- Heimfidelity Vol. 4 (mixed by DJ-Marky)
- Heimfidelity Vol. 5 (mixed by DJ-Pierre)
- Heimfidelity Vol. 6 ExPIERREments (DJ Pierre vs. DJ Pierre)